# Vratsa
Vratsa (en búlgaro: Враца) es una ciudad del noroeste de Bulgaria, capital de la provincia de Vratsa. Tiene una población estimada, a fines de 2020, de 51 020 habitantes.
Se ubica en una zona de colinas en los montes Balcanes.
Vratsa es un centro de comercio y artesanía y un nudo ferroviario. En ella se ha establecido la industria textil, metalúrgica, química y cerámica. Durante el dominio otomano (siglos XV al XIX) fue un centro administrativo y una guarnición. El área municipal está habitada por un total de 63 033 personas, según estimación oficial de fines de 2020.

## Toponimia
En español puede aparecer referida como Vratsa (el topónimo también puede ser transliterado también como Vraca o Vratza, en algunas lenguas con W). En búlgaro el nombre es Враца.

## Geografía

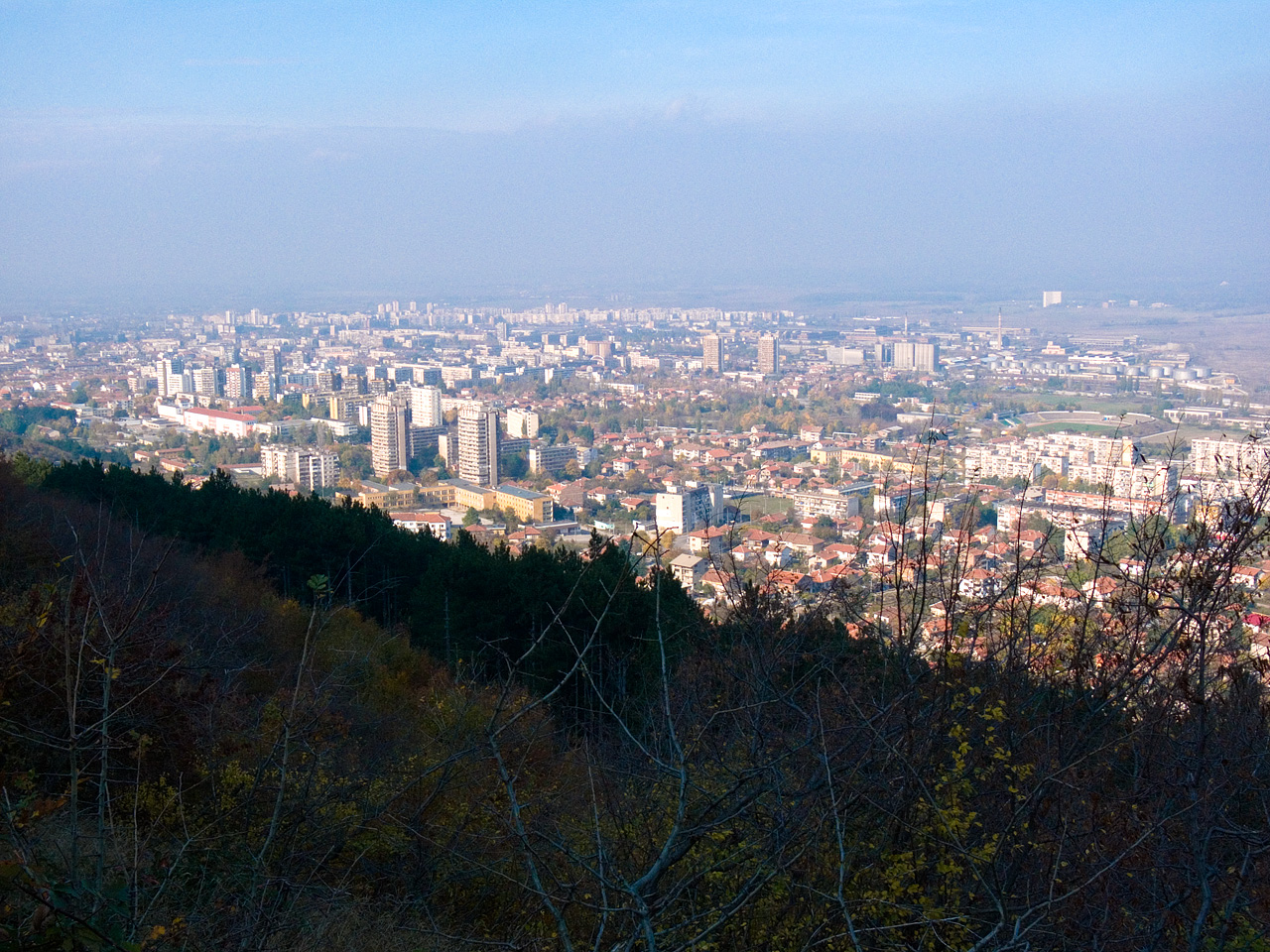
Vratsa

Es una de las ciudades más pintorescas del país. Se encuentra en las colinas situadas a los pies de "Vrachanski Balkan" (montañas Vratsa), con el río Leva cruzando la ciudad. Vratsa se encuentra a aproximadamente 110 km de la capital búlgara, Sofía.
El área rural del municipio ofrece diversos atractivos, que le otorga el encanto de la zona oriental del noroeste búlgaro. En los terrenos de bosques del estado de Vratsa, se localizan numerosos parques naturales protegidos, así como monumentos históricos.

## Historia
El origen de la ciudad se remonta a los antiguos tracios. Vratsa fue llamada Valve ("puerta de la fortaleza") por los romanos, debido al estrecho paso que conducía a la puerta principal de la ciudad. Aun hoy, este paso es el símbolo de Vratsa, y está presente en el escudo de armas de la ciudad
Tras la caída de Roma, Vratsa pasa a manos del Imperio bizantino. En el siglo VI, la ciudad es habitada principalmente por tribus eslavas del sur, provenientes de Pannoia y Dacia, aunque continuó bajo el dominio de Bizancio.
En el siglo VII, búlgaros y eslavos forman el estado de Bulgaria, del que la Vratsa eslava forma parte. El municipio crece, y se convierte en un punto estratégico dada su proximidad con la frontera sur. El nombre de la ciudad cambia de Valve al eslavo Vratitsa, que tiene el mismo significado y del cual deriva el nombre actual. Vratsa toma fama por su producción y comercio de piezas de plata y orfebrería y cerámica de gran calidad, así como por su importancia estratégica.
En el siglo VIII, el ejército búlgaro toma Sofía, lo que supone un descenso de la importancia de Vratsa, en detrimento de la mejor posicionada Sofía, que cuenta además con una economía más desarrollada y una mayor población y extensión. Sin embargo, pronto la recupera, cuando se convierte en un centro de la resistencia contra los invasores bizantinos, serbios y magiares durante la Edad Media.

## Turismo
Las cercanas montañas y bosques favorecen el turismo, al poder desarrollarse actividades como caza, pesca, espeleología, fotografía, etc. También ofrece buenas oportunidades para practicar actividades deportivas, montañismo, ciclismo, ala delta, vuelo en paramotor, o rutas y competiciones en karts, buggy o motocross.
La ciudad también cuenta con museos, piscinas, discotecas y otro tipo de complejos de ocio, destinados al turismo familiar, y es punto de encuentro de los interesados en deportes de invierno.

## Clima
| Parámetros climáticos promedio de Vratsa (2002-2012) | Parámetros climáticos promedio de Vratsa (2002-2012) | Parámetros climáticos promedio de Vratsa (2002-2012) | Parámetros climáticos promedio de Vratsa (2002-2012) | Parámetros climáticos promedio de Vratsa (2002-2012) | Parámetros climáticos promedio de Vratsa (2002-2012) | Parámetros climáticos promedio de Vratsa (2002-2012) | Parámetros climáticos promedio de Vratsa (2002-2012) | Parámetros climáticos promedio de Vratsa (2002-2012) | Parámetros climáticos promedio de Vratsa (2002-2012) | Parámetros climáticos promedio de Vratsa (2002-2012) | Parámetros climáticos promedio de Vratsa (2002-2012) | Parámetros climáticos promedio de Vratsa (2002-2012) | Parámetros climáticos promedio de Vratsa (2002-2012) |
| Mes                                                  | Ene.                                                 | Feb.                                                 | Mar.                                                 | Abr.                                                 | May.                                                 | Jun.                                                 | Jul.                                                 | Ago.                                                 | Sep.                                                 | Oct.                                                 | Nov.                                                 | Dic.                                                 | Anual                                                |
| ---------------------------------------------------- | ---------------------------------------------------- | ---------------------------------------------------- | ---------------------------------------------------- | ---------------------------------------------------- | ---------------------------------------------------- | ---------------------------------------------------- | ---------------------------------------------------- | ---------------------------------------------------- | ---------------------------------------------------- | ---------------------------------------------------- | ---------------------------------------------------- | ---------------------------------------------------- | ---------------------------------------------------- |
| Temp. máx. media (°C)                                | 4                                                    | 6                                                    | 11                                                   | 18                                                   | 23                                                   | 27                                                   | 30                                                   | 30                                                   | 26                                                   | 19                                                   | 12                                                   | 5                                                    | 17.3                                                 |
| Temp. media (°C)                                     | 0                                                    | 2                                                    | 7                                                    | 13                                                   | 18                                                   | 22                                                   | 24                                                   | 24                                                   | 20                                                   | 14                                                   | 8                                                    | 2                                                    | 12.8                                                 |
| Temp. mín. media (°C)                                | -4                                                   | -3                                                   | 2                                                    | 8                                                    | 12                                                   | 16                                                   | 18                                                   | 18                                                   | 14                                                   | 9                                                    | 4                                                    | -1                                                   | 7.5                                                  |
| Fuente: stringmeteo.com julio de 2013                |                                                      |                                                      |                                                      |                                                      |                                                      |                                                      |                                                      |                                                      |                                                      |                                                      |                                                      |                                                      |                                                      |

## Transportes
La ciudad cuenta con líneas de autobús y ferrocarril para los desplazamientos a los pueblos de la región, así como líneas regulares a otras urbes búlgaras; Sofía, Pleven, Vidin, Montana, Kozloduy, Oryahovo, Mezdra. La estación de autobuses se encuentra en el camino entre el centro urbano y la estación de tren.
La estación de trenes, que se encuentra en el noreste de la ciudad, destaca por su importancia en la ruta ferroviaria Mezdra-Boychinovtsi-Brusartsi-Vidin (Lom). La ciudad enlaza con la línea nacional de ferrocarriles a través de la estación de Mezdra